# Savanicus sirik
Savanicus sirik är en insektsart som beskrevs av Dlabola 1977. Savanicus sirik ingår i släktet Savanicus och familjen dvärgstritar. Inga underarter finns listade i Catalogue of Life.